# 第26回ヴェネツィア国際映画祭
第26回ヴェネツィア国際映画祭は、1965年8月24日から9月6日にかけて開催された。

## 上映作品

### コンペティション部門
| 日本語題           | 原題                        | 監督                       | 製作国           |
| ------------------ | --------------------------- | -------------------------- | ---------------- |
| 砂漠のシモン       | Simón del desierto          | ルイス・ブニュエル         | メキシコ         |
| マンハッタンの哀愁 | Trois chambres à Manhattan  | マルセル・カルネ           | フランス         |
| ブロンドの恋       | Lásky jedné plavovlásky     | ミロス・フォアマン         | チェコスロバキア |
| 気狂いピエロ       | Pierrot le fou              | ジャン＝リュック・ゴダール | フランス         |
| 私は20歳           | Mne dvadtsat let            | マルレン・フツィエフ       | ソビエト連邦     |
|                    | Modiga Mindre Män           | レイフ・クランツ           | スウェーデン     |
| 赤ひげ             | 赤ひげ                      | 黒澤明                     | 日本             |
|                    | Mickey One                  | アーサー・ペン             | アメリカ合衆国   |
|                    | Kapurush                    | サタジット・レイ           | インド           |
|                    | Good Times, Wonderful Times | ライオネル・ロゴージン     | アメリカ合衆国   |
|                    | Vernost                     | ピョートル・トドロフスキー | ソビエト連邦     |
| 熊座の淡き星影     | Vaghe stelle dell'orsa...   | ルキノ・ヴィスコンティ     | イタリア         |

### 非コンペティション部門
| 日本語題     | 原題    | 監督                         | 製作国     |
| ------------ | ------- | ---------------------------- | ---------- |
| ゲアトルーズ | Gertrud | カール・テオドア・ドライヤー | デンマーク |

## 審査員
- カルロ・ボ （ イタリア/詩人） 審査員長
- ルイス・ジェイコブ （ アメリカ合衆国/作家）
- ニコライ・レベデフ （ ソビエト連邦/映画監督）
- ジェイ・レダ （ アメリカ合衆国/映画史家、映画監督）
- マックス・リップマン （ 西ドイツ/ジャーナリスト）
- エドガール・モラン （ フランス/哲学者）
- ルネ・ワルデクランツ （ スウェーデン/映画監督）

## 受賞結果
- 金獅子賞：『熊座の淡き星影』（ルキノ・ヴィスコンティ）
- 審査員特別賞：『私は20歳』（マルレン・フツィエフ）、『砂漠のシモン』（ルイス・ブニュエル）、『Modiga Mindre Män』（レイフ・クランツ）
- 男優賞：三船敏郎 （『赤ひげ』）
- 女優賞：アニー・ジラルド （『マンハッタンの哀愁』）
- 新人賞：『Vernost』（ピョートル・トドロフスキー）
- サン・ジョルジョ賞：『赤ひげ』（黒澤明）